# Centro Velico Caprera
Il Centro Velico Caprera (CVC) è una scuola di vela italiana. Sin dalla sua fondazione nel 1967 ha accolto un numero complessivo di oltre 130.000 allievi. L’attività viene svolta prevalentemente presso l’isola di Caprera, nell'Arcipelago di La Maddalena e in generale nel Mar Mediterraneo. È un'associazione senza fini di lucro e un membro dell'ISSA (International Sailing School Association). È altresì nota per il suo particolare metodo di insegnamento basato sulla presenza di istruttori volontari e per l’impegno costante nella preservazione dell’ambiente e del territorio. La sede amministrativa è a Milano.
Il simbolo del Centro Velico Caprera è formato dalle tre bandiere marinare CHARLIE VICTOR CHARLIE in sequenza, come è tradizione per i centri nautici e velici.

## Fondazione del CVC
La scuola fu creata nel 1967 da un'idea di Vittorio di Sambuy e di Marco Notarbartolo di Sciara, allora presidente della Sezione di Milano della Lega Navale Italiana. Franco Brambilla, presidente del Touring Club Italiano, si associò garantendo il supporto organizzativo del Touring Club, tramite il dott. Giovanni Nassi della Pirelli SpA. Infine Guido Colnaghi, che rappresentava in Italia l'associazione francese dell'École des Glénans, fornì lo spirito e la didattica d'insegnamento che contraddistinse fin dall'inizio il carattere del Centro Velico Caprera. Ai due soci fondatori - Lega navale Sezione di Milano e Touring Club - si aggiunse nel 1972 l'Associazione Allievi del CVC, oggi AIVA CVC.
La scelta di fondare la scuola sull’Isola di Caprera nacque proprio durante una lunga navigazione nel Mar Mediterraneo in burrasca, nei primi anni ’60. Trovarono un ottimo ridosso al Maestrale nell’arcipelago di La Maddalena per atterrare a Caprera nel golfo di Porto Palma. Una volta sull’isola i fondatori notarono le condizioni ideali per la pratica della vela con vento molto forte ma mare relativamente calmo. La natura incontaminata e le piccole costruzioni abbandonate che avrebbero potuto rivivere come “foresteria” li convinsero, a ragione, che potesse essere il luogo ideale per una scuola di mare.

## Gli obiettivi della scuola ed il metodo didattico caprerino
Il Centro Velico Caprera vuole essere "scuola di mare e di vela” e ha come principale obiettivo la conoscenza e l'apprendimento delle basi della formazione velica, tramite lo studio, l'allenamento e la sperimentazione per una crescita in sicurezza. Si pone, inoltre, l'obiettivo di instillare nell'allievo i principi di una coscienza marinara, fondamentale per una successiva navigazione d'altura. Per questo motivo, l'organizzazione di tutta la vita in base e dell'attività didattica è modellata per far comprendere all'allievo la vita in equipaggio. Un altro degli obiettivi della scuola, sin dalla sua fondazione, è la costante sensibilizzazione al tema ambientale e alla preservazione del territorio ed è per questo che fin dai primi corsi dei ragazzi junior vengono affiancate alla didattica specifiche attività volte alla sensibilizzazione e alla formazione sull’ambiente.
Il metodo caprerino prevede una full immersion nelle attività sia a terra che a mare, per l’intera durata del corso. Ciascun corso ha la sua didattica specifica ed è frequentato solo da allievi di pari livello. Gli istruttori sono dedicati in modo esclusivo a tali allievi per l’intera settimana. La didattica privilegia la pratica a mare con la navigazione mattutina e pomeridiana, prima delle quali vengono fornite lezioni teoriche alla lavagna o commenti sull’attività svolta. Nei corsi di pre crociera e navigazione d’altura sono previste anche navigazioni notturne. Dopo la cena gli allievi svolgono il commento della giornata insieme ai propri istruttori prima del riposo o del convivio con gli allievi degli altri corsi. 

## L'insediamento di Caprera

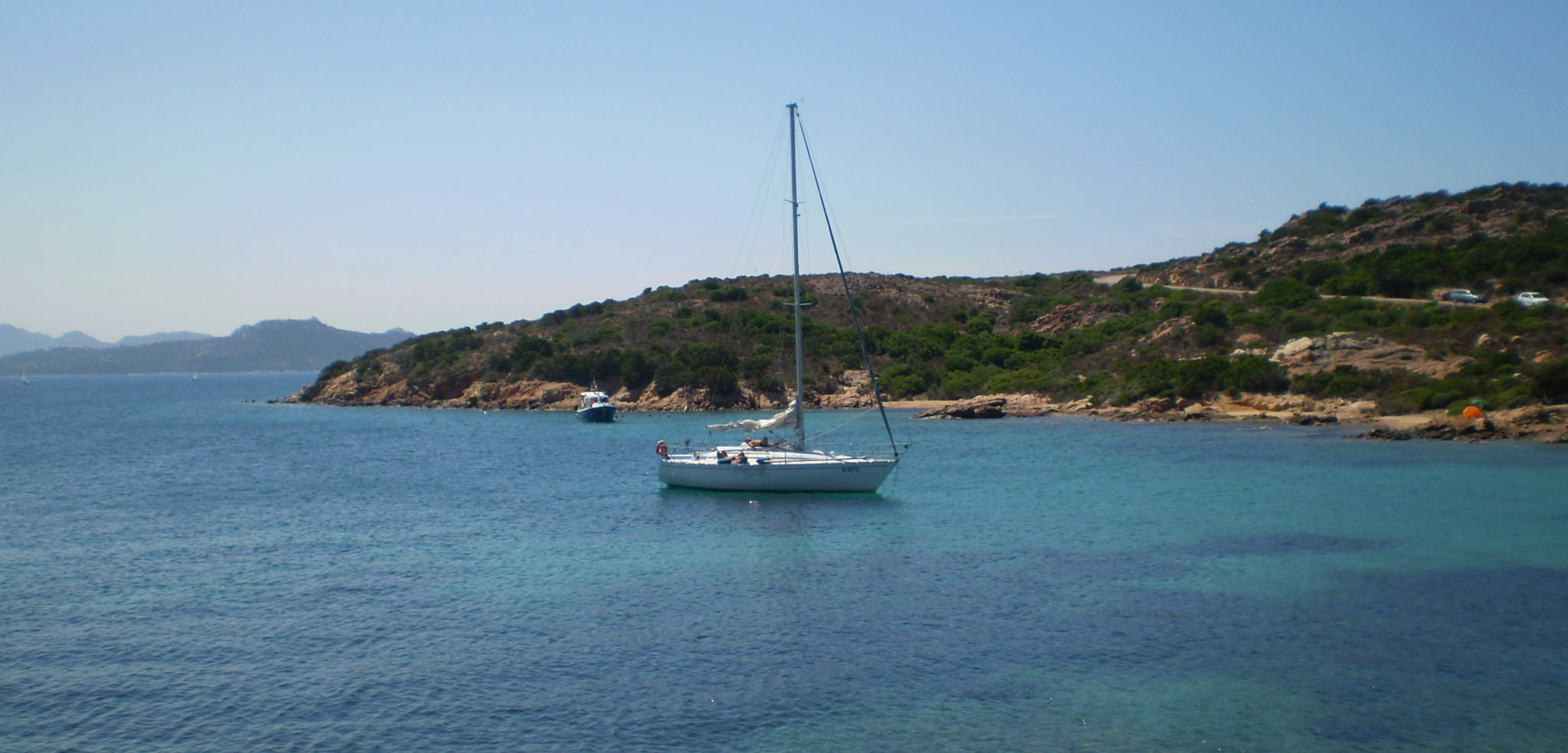
Porto Palma

L’Isola di Caprera è una delle 7 Isole maggiori che compongono l’arcipelago di La Maddalena e si trova nel cuore del Parco Nazionale. Il CVC è insediato nella parte sud-occidentale dell'isola di Caprera, tra Punta Coda e il golfo di Porto Palma, e consta di tre basi. Sul lato di Punta Coda, dove risiedono gli allievi di iniziazione deriva, sorgono edifici ex militari adibiti a camerate, aule di lezione, mensa e servizi. La seconda base è composta da bungalow da sei posti ciascuno, è situata ai piedi di monte Fico ed ospita gli allievi dei corsi di deriva avanzata. La terza, anch’essa con bungalow misti, si trova nella sponda ovest di Porto Palma, dove si svolgono i corsi di iniziazione cabinato e pre crociera. Sono inoltre presenti una carpenteria per la manutenzione delle barche, una veleria ed un'officina meccanica. 

### La vita in base
Se ogni corso svolge autonomamente il proprio percorso formativo velico, la vita presso la base, in ciascuno dei suoi insediamenti, è comunitaria e condivisa con tutti gli allievi di ciascun livello. Ogni giornata al CVC è scandita da orari che devono essere rispettati da tutti i membri della comunità. Nella giornata "tipo" si alternano lezioni teoriche e pratiche, intervallate dalla pausa per il pranzo. Agli allievi viene richiesto che in un giorno della propria settimana si dedichino alla pulizia della base, alla manutenzione dei mezzi di sicurezza e delle imbarcazioni, alla collaborazione in cucina, oltre naturalmente ad andare per mare. È la Comandata, che caratterizza la vita comune e la disponibilità che tutti devono avere verso gli altri membri del proprio equipaggio. Prima del termine di ogni settimana è invece organizzata la cosiddetta “comandata ecologica” durante la quale tutta la comunità, personale dipendente incluso, ha il compito di pulire spiagge e sentieri dell’isola. Quotidianamente all’alba e al tramonto, come vuole la tradizione marinara, gli allievi sono tenuti a partecipare all’alzabandiera.

### Il personale della base e i volontari
Il Centro Velico Caprera dispone di personale per le attività di organizzazione della base, manutenzione delle imbarcazioni e gestione della sicurezza a mare e a terra. Ciascun intervento manutentivo sui mezzi è svolto internamente alla base. È una delle poche organizzazioni veliche al mondo che dispone di Officina Meccanica, Carpenteria e Veleria interna e quindi può provvedere a ciascuna avaria in tempo reale ed in modo autosufficiente, così da consentire agli istruttori di non dover limitare la propria attività.
L’organizzazione del Centro Velico Caprera è affidata ad un Capo Base ed ai direttori operativi.
Gli istruttori prestano servizio a titolo volontario e sono scelti tra i migliori allievi della scuola. Dopo la segnalazione, che avviene previa valutazione delle capacità tecniche e relazionali, è necessario il superamento con esito positivo dei numerosi corsi di formazione che si svolgono in primavera ed in autunno. I livelli previsti nel corso di formazione didattica del CVC sono:  
- Aiutante di vela (AdV)
- Istruttore/Capo Barca (5 livelli dall'iniziazione al più avanzato)
- Capo Turno (CT)  L'operatività di tutti i corsi ha come responsabile la figura del Coordinatore Operativo. È inoltre presente un assistente di turno (AT) che coordina gli allievi nell'organizzazione della comandata.

L'attore Gian Maria Volonté è stato a lungo istruttore di Caprera e per sua volontà è stato sepolto presso l’isola di La Maddalena.

### I corsi e la flotta
Il percorso didattico del Centro Velico Caprera è suddiviso per i corsi Deriva in 6 livelli e per i corsi Cabinato 5 livelli. A questi corsi definiti “standard” si vanno ad aggiungere speciali stage dedicati alla regata (High Performance – HP, Master Regata), alla sperimentazione con imbarcazioni foils (Foil Master Stage), alla navigazione in kayak e alla divulgazione di esperienze biologiche/marine con il corso di Navigazione & Ambiente. 
Ciascun corso dispone delle proprie imbarcazioni che vengono affidate per tutta la durata del corso.

## La sicurezza in mare
Raramente l’attività a mare viene interrotta a causa di condizioni meteomarine proibitive, questo perché gli standard e le procedure di sicurezza del CVC sono curate, studiate e predisposte anche per condizioni impegnative. Gli allievi e gli istruttori devono sempre indossare le dotazioni di sicurezza prescritte, e gli equipaggiamenti di ogni imbarcazione e la loro manutenzione sono superiori agli standard. Prima dell’inizio di ciascun corso viene dedicata una parte della lezione per descrivere le potenziali situazioni di pericolo, la prevenzione, gli interventi in caso di incidente ed avaria. L’attività di tutte le piccole derive in acqua è costantemente coordinata e controllata dagli istruttori ed ogni corso dispone di almeno un mezzo di sicurezza (gommone o lancia a motore) sempre in mare durante l’attività.
Anche i corsi di altura vengono costantemente controllati. Oltre ad avere sempre un mezzo a loro disposizione, sono controllati dal coordinamento operativo tramite GPS e procedure di tracking.
Nel 2019 i mezzi a disposizione per la sicurezza sono stati: 6 gommoni, 4 lance a motore, 1 gozzo. 

## Tutela del mare, dell'ambiente e progetto Sea.Ste.Ma.
Caprera è da sempre impegnata nella tutela del mare e dell’ambiente. Da svariati anni è considerato un territorio plastic free avendo bandito ogni plastica monouso sia per gli allievi, sia per tutto ciò che viene utilizzato all’interno della base. La presenza costante delle comandate e di personale stabile dedicato consente di monitorare capillarmente che l’area del Parco in cui Caprera sviluppa la propria attività sia costantemente priva di inquinamenti e rifiuti, spesso portati dalle mareggiate sulle spiagge dell’isola. In questa ottica il recente Corso di Navigazione & Ambiente consente di unire all’insegnamento della vela la conoscenza del mondo marino, grazie alla presenza di biologi a bordo con i quali gli allievi collaborano al campionamento e all’analisi di acque e fondali. Settimanalmente, inoltre, il commento serale di tutti gli allievi è dedicato a una breve lezione sulle buone pratiche di comportamento in mare.
Il Centro Velico Caprera si è fatto carico di predisporre un documento che puntualizzi gli impegni che una scuola di vela deve porsi per la divulgazione di buone pratiche e di esperienze orientate alla sensibilizzazione dei propri allievi all’ambiente.
Questo Manifesto, il Sea Stewardship Manifesto (il cui acronimo è Sea.Ste.Ma) è stato condiviso con le 7 scuole più importanti di Europa durante la European Sailing Academy Cup del 2019, svoltasi nelle acque di Caprera nel mese di ottobre. 
L’impegno di tutte le scuole è di promuovere uno stile di vita sostenibile a mare e a terra, di eliminare tutte le plastiche e di prevenire i potenziali inquinanti. Di promuovere, inoltre, la collaborazione tra le scuole europee per progetti condivisi e che metta a fattor comune le migliori pratiche di ognuno. 
Inoltre il CVC è anche partner fondatore e supporta costantemente le attività di One Ocean Foundation della quale ha firmato e contribuito a redigere la Charta Smeralda.

## Attività sportive
Pur non essendo una scuola con finalità di regata ma improntata alla navigazione d’altura, numerosi sono stati i velisti sportivi nazionali ed internazionali formati al CVC o che con esso hanno collaborato. Lo Skipper di Azzurra, Cino Ricci, è stato formatore degli istruttori durante gli anni 70-80. Così come navigatori d’altura, come Andrea Mura, hanno collaborato a più riprese con la scuola. Attualmente è stabile la presenza del pluricampione ed Olimpionico Roberto Ferrarese che, oltre a tenere master stage di regata per allievi avanzati, da diversi anni è allenatore delle squadre Senior e Junior che partecipano all’ESA CUP, ovvero il maggior evento europeo per scuole di vela, che nel 2019 è stato ospitato al CVC. 

## Partnership e attività sociali
Le attività del Centro Velico Caprera sono legate storicamente all’arcipelago in cui è insediato. In particolar modo, è strettamente connessa con l’Isola de La Maddalena collaborando costantemente con l'Istituto Tecnico Nautico “Domenico Millelire” e con l’associazione sportiva Acque Libere per lo svolgimento di attività sportive legate alla vela e finalizzate alla riabilitazione di persone affette da varie patologie.
Da svariati anni, inoltre, il CVC collabora strettamente con l’Associazione We Will Care ONLUS, organizzando annualmente corsi speciali finalizzati al supporto psicologico ad allievi che hanno affrontato o affrontano patologie oncologiche.